# هواگرد جت

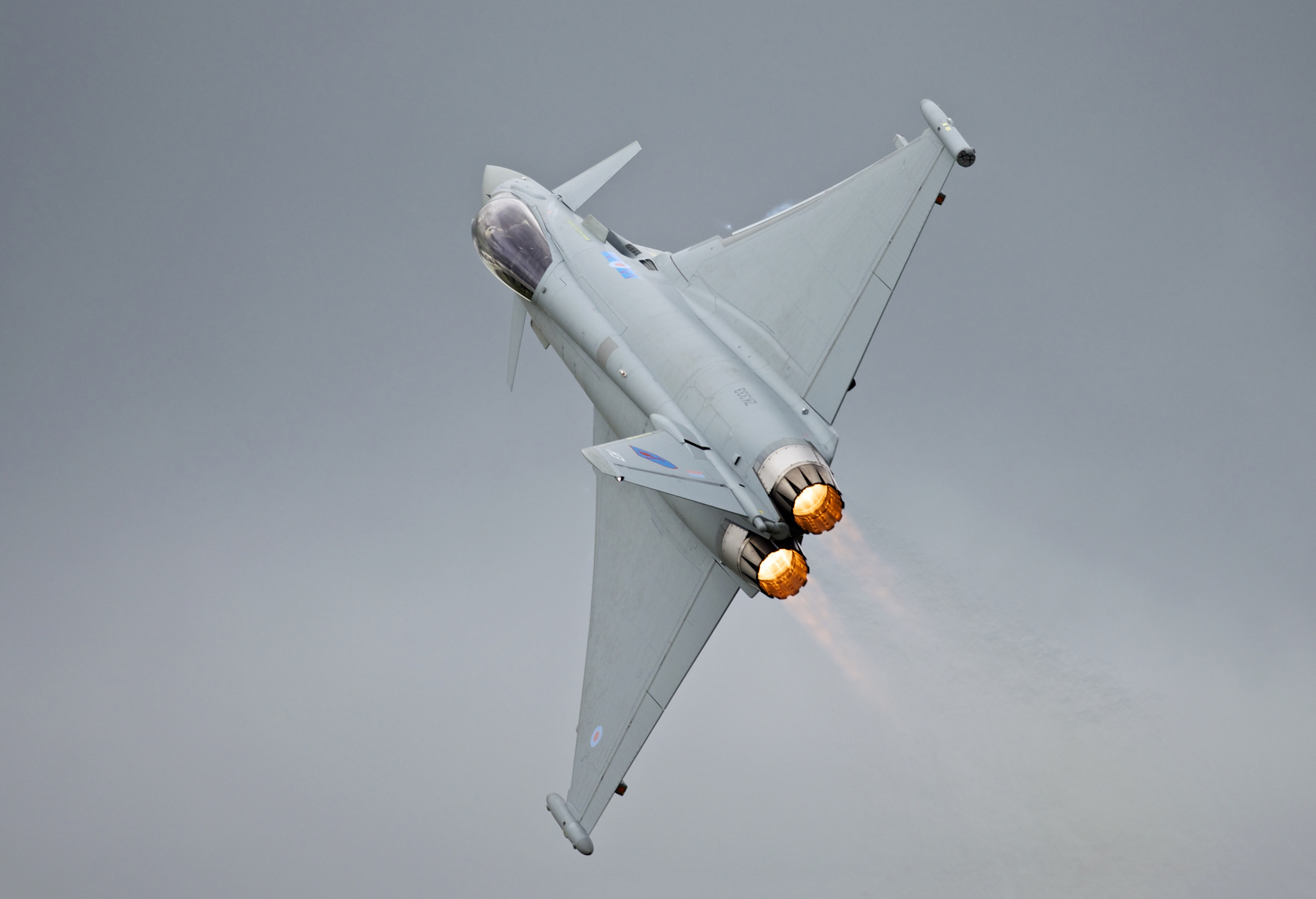
یوروفایتر تایفون

هواپیمای جِت هواپیمایی است که دارای موتور جت است. از موتور جت برای پیشرانش استفاده می‌شود.
برخلاف هواپیماهای ملخی (موتور با پروانه در جلوی آن) هواپیماهای جت معمولاً قادرند در ارتفاع بین ۱۰٬۰۰۰ تا ۱۵٬۰۰۰ متر پرواز کنند. در این ارتفاع هواپیماهای جت دارای حداکثر کارایی در مسافت‌های طولانی است، و این در حالی است که هواپیماهای با موتورهای پره‌ای برای داشتن بهترین کارایی در ارتفاعی به مراتب کمتر از هواپیماهای جت مجبور به پرواز هستند.